# جاك فورسيث (لاعب كرة قدم أمريكية)
جاك فورسيث (بالإنجليزية: Jack Forsythe)‏ هو لاعب كرة قدم أمريكية أمريكي، ولد في 4 أغسطس 1882 في بريفارد في الولايات المتحدة، وتوفي في 3 أبريل 1957.